# Politiek leider
De politiek leider, ook wel aangeduid als partijleider, is de persoon die aan het roer staat van een politieke organisatie. Het hoeft niet per se in statuten vastgelegd te zijn dat iemand politiek leider van een partij is.

## Nederland
Degene die tijdens de verkiezingen voor de Tweede Kamer de lijsttrekker voor de desbetreffende partij was, wordt in de meeste gevallen daarna de politiek leider van die partij. Meestal is dat dan de fractievoorzitter, soms kan het echter ook iemand zijn die in de regering zit, bijvoorbeeld de premier of de vicepremier. Men kan een politiek leider beschouwen als een lijsttrekker buiten verkiezingstijd.
Het is niet per se noodzakelijk dat een politiek leider ook weer de lijsttrekker wordt bij de volgende verkiezingen. Is dit wel het geval dan kan dit de zittende premier zijn, maar het kan ook de voorzitter van de fractie zijn.
Het kan echter ook zijn dat er een nieuwe lijsttrekker wordt gekozen tijdens een congres. Dit kan bijvoorbeeld een minister zijn, die namens de desbetreffende partij in het kabinet zit. Deze nieuwe lijsttrekker fungeert dan al feitelijk als politiek leider, alhoewel de zittende politiek leider nog wel een stempel op de partij kan drukken. Hieruit volgt dat de functie politiek leider kan ontstaan uit diverse situaties en functies.
Vaak wordt de functie ook wel aangeduid met partijleider, maar dit is dan dus niet degene die het voorzitterschap van de partij vervult; dit is juist weer de partijvoorzitter. In het algemeen zijn bij een politieke partij de functies van partijvoorzitter en politiek leider (of partijleider of lijsttrekker) gescheiden. Maar bijvoorbeeld bij de SP zijn deze twee functies lange tijd verenigd geweest in één persoon. Jan Marijnissen was partijvoorzitter van 1988 tot 2015 en fractievoorzitter van 1994 tot 2010. Zowel binnen als buiten de partij werd niet altijd even positief geoordeeld over deze combinatiefunctie. 
Bij de VVD wordt doorgaans niet gedefinieerd wie de politiek leider is van de partij. Bij de verkiezingen van 2003 fungeerde Gerrit Zalm als lijsttrekker, maar doordat Jozias van Aartsen daarna fractievoorzitter werd, fungeerde hij feitelijk als de politiek leider. Door deze uitleg kan er weleens enige frictie ontstaan binnen de partij. In 1994, bij de vorming van het eerste paarse kabinet, trad VVD-leider Frits Bolkestein niet toe tot het kabinet, maar bleef hij het kabinet volgen vanuit de Tweede Kamer. 
In 1986 ging het CDA de verkiezingen in met de leuze "Laat Lubbers zijn karwei afmaken". Premier Lubbers had zijn eerste kabinet succesvol naar de eindstreep geloodst en nu vroeg hij instemming van de kiezers om door te gaan met zijn beleid. 
In 1994 stopte Lubbers, die inmiddels drie kabinetten had geleid en Elco Brinkman was zijn beoogde opvolger. Lubbers maakte echter in het openbaar bekend dat hij niet van plan was om op Brinkman te stemmen, maar op de nummer drie van het CDA, Ernst Hirsch Ballin, waarmee de opmars van Brinkman stagneerde. 
In 2019 verliet politiek leider Sybrand Buma de Tweede Kamer, om burgemeester te worden van Leeuwarden. Zijn opvolger als fractievoorzitter was Pieter Heerma. Hoewel de volgende verkiezingen nog niet in zicht waren, worden in de wandelgangen ook al de namen genoemd van de ministers Hugo de Jonge en Wopke Hoekstra als mogelijk politiek leider.
In 2023 nam Lilian Marijnissen een week na haar beëdiging afscheid van de Tweede Kamer vanwege tegenvallende resultaten bij de verkiezingen. Haar opvolger als politiek leider van de SP was Jimmy Dijk.
Onderstaande tabel geeft de leiders weer na de verkiezingen voor de Tweede Kamer van 2023, waar nodig aangepast aan wijzigingen. 
| Partij                                  | Politiek leider Partijleider | Fractievoorzitter Tweede Kamer | Partijvoorzitter            | Delegatieleider in het Europees Parlement | Fractievoorzitter Eerste Kamer |
| --------------------------------------- | ---------------------------- | ------------------------------ | --------------------------- | ----------------------------------------- | ------------------------------ |
| Partij voor de Vrijheid                 | Geert Wilders                | Geert Wilders                  | Geert Wilders               | Sebastiaan Stöteler                       | Alexander van Hattem           |
| Partij van de Arbeid                    | Geen                         | Frans Timmermans               | Esther-Mirjam Sent          | Mohammed Chahim                           | Paul Rosenmöller               |
| GroenLinks                              | Jesse Klaver                 | Frans Timmermans               | Katinka Eikelenboom         | Bas Eickhout                              | Paul Rosenmöller               |
| Volkspartij voor Vrijheid en Democratie | Dilan Yeşilgöz               | Dilan Yeşilgöz                 | Eric Wetzels                | Malik Azmani                              | Tanja Klip-Martin              |
| Nieuw Sociaal Contract                  | Nicolien van Vroonhoven      | Nicolien van Vroonhoven        | Kilian Wawoe                | Dirk Gotink                               | Geen vertegenwoordiging        |
| Democraten 66                           | Rob Jetten                   | Rob Jetten                     | Alexandra van Huffelen      | Gerben-Jan Gerbrandy                      | Paul van Meenen                |
| BoerBurgerBeweging                      | Caroline van der Plas        | Caroline van der Plas          | Erik Stegink                | Sander Smit                               | Ilona Lagas                    |
| Christen-Democratisch Appèl             | Henri Bontenbal              | Henri Bontenbal                | Jean Wiertz                 | Tom Berendsen                             | Theo Bovens                    |
| Socialistische Partij                   | Jimmy Dijk                   | Jimmy Dijk                     | Lieke van Rossum            | Geen vertegenwoordiging                   | Rik Janssen                    |
| DENK                                    | Stephan van Baarle           | Stephan van Baarle             | Ejder Köse                  | Geen vertegenwoordiging                   | Geen vertegenwoordiging        |
| Partij voor de Dieren                   | Esther Ouwehand              | Esther Ouwehand                | Zwanny Naber                | Anja Hazekamp                             | Ingrid Visseren-Hamakers       |
| Forum voor Democratie                   | Thierry Baudet               | Thierry Baudet                 | Thierry Baudet              | Geen vertegenwoordiging                   | Johan Dessing                  |
| Staatkundig Gereformeerde Partij        | Chris Stoffer                | Chris Stoffer                  | Dick van Meeuwen            | Bert-Jan Ruissen                          | Peter Schalk                   |
| ChristenUnie                            | Mirjam Bikker                | Mirjam Bikker                  | Marco Vermin                | Geen vertegenwoordiging                   | Tineke Huizinga                |
| Volt Nederland                          | Laurens Dassen               | Laurens Dassen                 | Denise Filippo Rob Keijsers | Reinier van Lanschot                      | Gaby Perin-Gopie               |
| Juiste Antwoord21                       | Joost Eerdmans               | Joost Eerdmans                 | Elrie Bakker-Derks          | Geen vertegenwoordiging                   | Annabel Nanninga               |
| 50PLUS                                  | Martin van Rooijen           | Geen vertegenwoordiging        | Willem Dekker               | Geen vertegenwoordiging                   | Martin van Rooijen             |